# 作兵衛

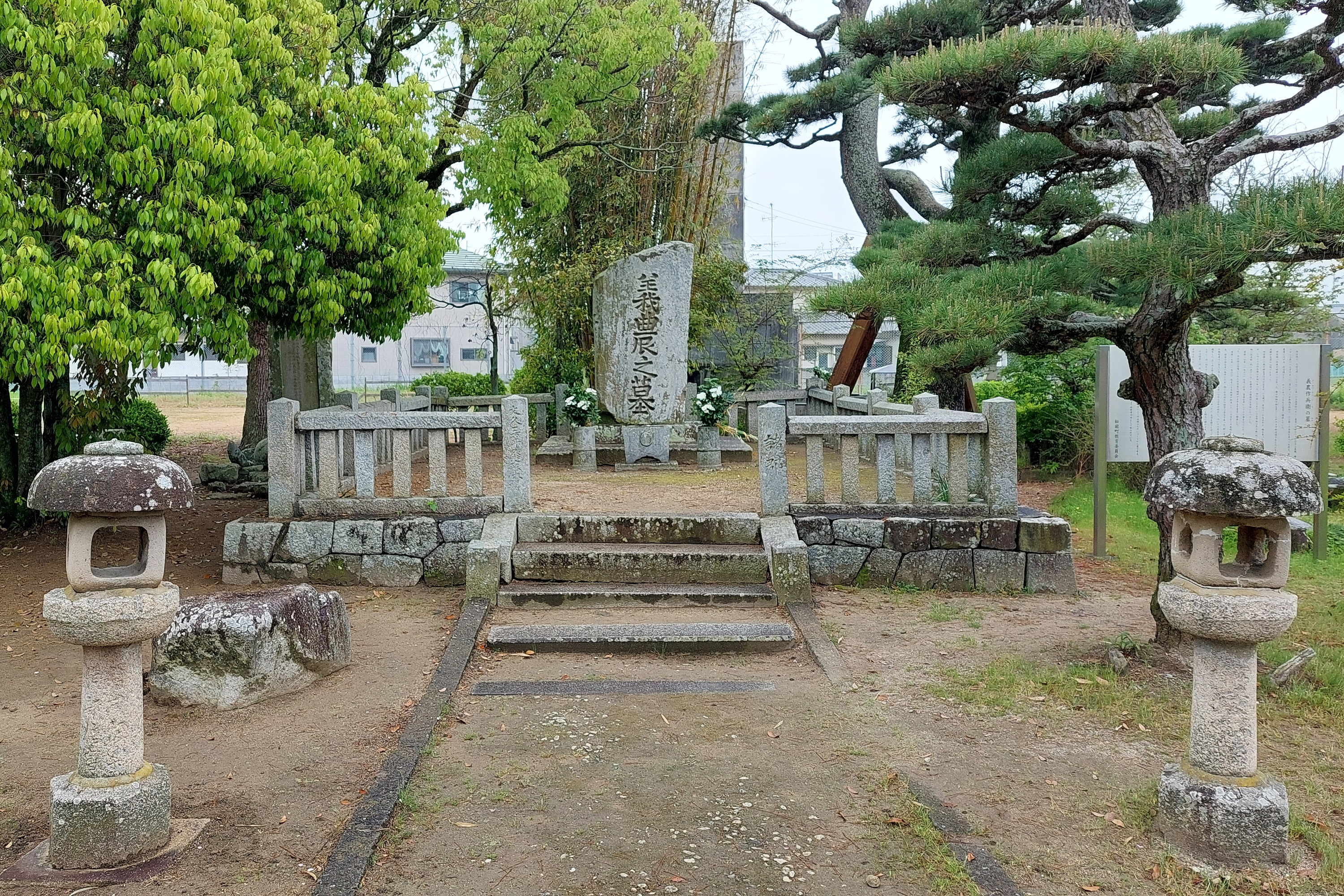
義農之墓（松前町筒井の義農公園内）

作兵衛（さくべえ、貞享5年2月10日（1688年3月11日） - 享保17年9月23日（1732年11月10日））は、江戸時代の伊予国松山藩筒井村（現在の愛媛県松前町）の農民。享保の大飢饉の折に翌年に蒔くべき麦種を口にすることなく餓死したため義農作兵衛と称された。下見吉十郎、松浦宗案とともに伊予の三農と称される。

## 生涯
伊予国筒井村（現松前町筒井）に貧農の夫婦である作平とツルの子として産まれた。正徳元年（1711年）にタマと結婚し、正徳4年（1714年）に長男の作市、享保2年（1717年）に長女のカメが誕生した。
作兵衛は40歳くらいまでには、自作地およそ33アール、小作地およそ15アールを持つようになったとされる。しかし、享保16年（1731年）に妻のタマを病で亡くした。
享保17年（1732年）、西日本で長雨や洪水、ウンカの大量発生等による享保の大飢饉が発生。6月に父の作平、8月に長男の作市を亡くした。
深刻な飢饉で翌年に蒔くはずの麦種を食べる者も出始めたが、作兵衛は「一粒の麦種が来年には百粒にも千粒にもなる。自分がわずかの日生きるだけに食べてしまって、どうして来年の種子ができようか」と一粒の麦種も口にしなかった。こうして9月23日に作兵衛は麦種を残して亡くなった。翌10月には長女のカメも亡くなっている。
村人たちは、作兵衛の百姓としての心構えに心を打たれ、作兵衛が残した麦種を一粒ずつ大切に蒔くことで次の年を乗り切ったという。また、この話を聞きつけた松山藩は、年貢の軽減、免除の措置を施した。
作兵衛が亡くなった享保17年の12月、松山藩は作兵衛の墓碑を建立するよう指示した。

## 顕彰

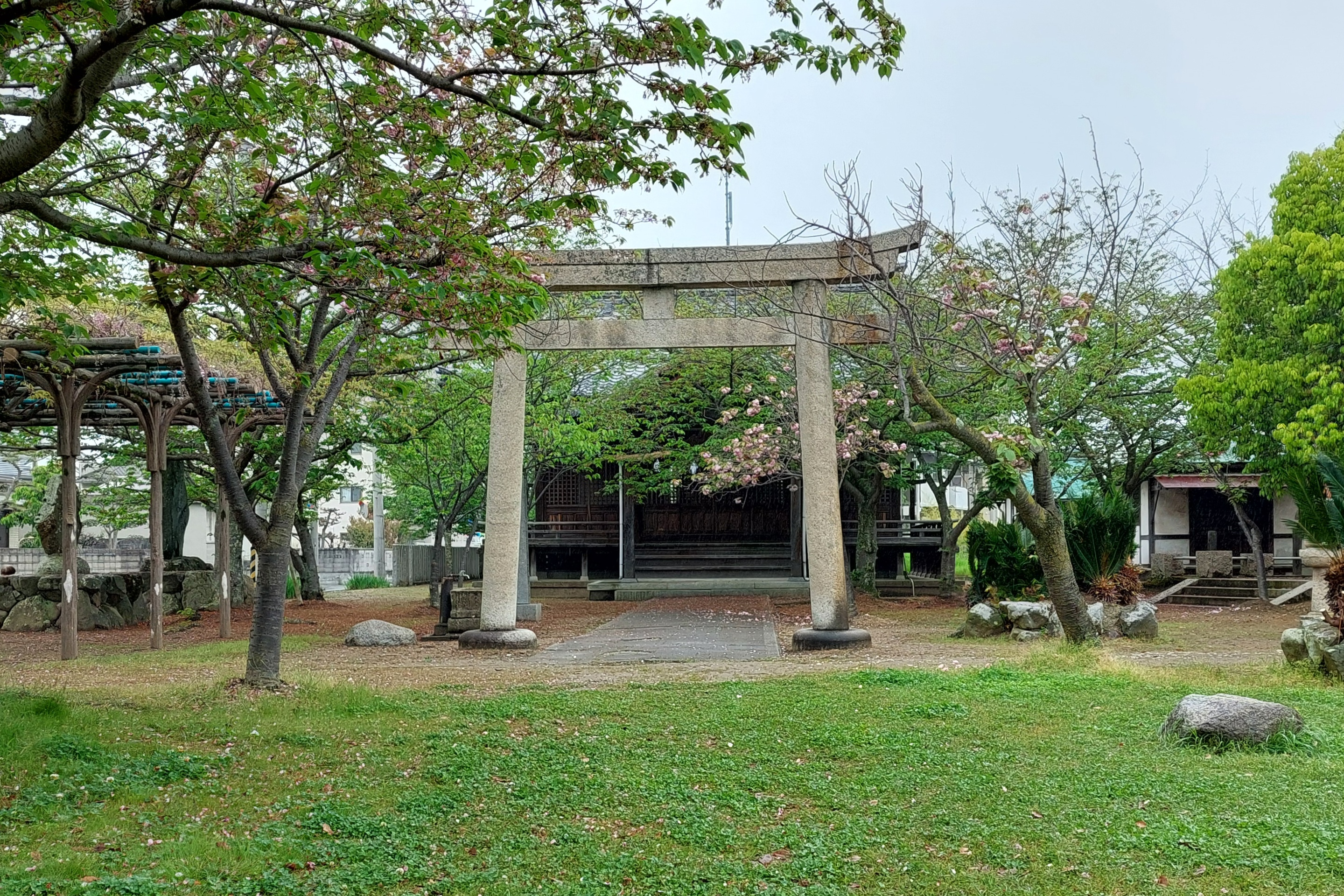
義農神社

安永5年（1776年）、松山藩8代藩主の松平定静は、作兵衛の功績を後世に伝えるために「義農」と称え、彼のために碑を建立した。
明治14年（1881年）には義農神社が建立された。大正2年（1913年）には義農精神を受け継ぐために組織された「義農会」により義農作兵衛頌徳碑が建立された。見返り石には、元内務大臣、平田東助の文が刻まれている。
「農」という自分の生業に誠実であろうとした作兵衛は、麦種を遺すことで、多くの人々の命を救った。作兵衛の尊い思いは、「義農精神」として今日も脈々と受け継がれている。「天を敬する者は天より恵まる／地に親しむ者は地より与えられる／人を愛する者は人に報ひらる」と刻された作兵衛の墓標がある義農神社では、毎年4月23日に義農祭が行われるなど、地域の人々に親しまれている。昭和56年（1981年）、松前小学校は「義農太鼓」を発足。豊かでたくましい松前人をめざし、社会のため、人のために尽くすという「義農精神」を太鼓の心として小学校児童の手から手へと継承している。